# Conrad Böcker
Conrad Helmut Fritz Böcker, né le 24 août 1870 à Leipzig et mort le 8 avril 1936 à Francfort-sur-le-Main, est un gymnaste allemand ayant participé aux Jeux olympiques de 1896.
Il a remporté avec l'Allemagne deux médailles d'or par équipe dans les épreuves des barres parallèles et de la barre fixe. Il n'obtient pas de médaille sur le plan individuel. Comme quatre autres de ses compatriotes, il représentait le club du Turngemeinde in Berlin (de).

## Palmarès

### Jeux olympiques
- Athènes 1896
  -  Médaille d'or aux barres parallèles par équipes
  -  Médaille d'or aux barres fixes par équipes